# 链接性
链接性（linkage）是程序编译时，程序中的名字（name，也可称标识符identifier）在作用域中不同位置的出现能够绑定到同一对象或函数。C++语言中，链接性描述了名字在整个程序或单独编译单元中能否绑定到同一实体（entity）。 

## 静态链接性
静态链接性（static linkage）也称为内部链接性（internal linkage）。static关键字在C/C++中限定名字在一个函数内或一个编译单元内可见。（C++ 98/C++03废弃这一用法，用匿名命名空间取代。但C++11又恢复了这一用法）。
C++隐式把具有const限定的命名空间中的变量处理为内部链接性，除非在const限定声明之时或之前已经声明为extern。这与C语言完全不同。
具有内部链接性的：
- 所有的声明
- 命名空间(包括全局命名空间)中的静态自由函数、静态友元函数、静态变量的定义、const常量定义
- enum定义
- inline函数定义(包括自由函数和非自由函数)
- 类(class、struct、union)的定义

具有内部链接性的名字，在编译后不会产生链接符号（或者称修饰名字），因此不与链接器打交道。